# تاج میر جواد
ملا تاج میر جواد سیاست‌مدار افغان است. وی در ۷ سپتامبر ۲۰۲۱ به‌حیث معین اول سرپرست استخبارات افغانستان منصوب گردید.